# Tipulodina varitarsis
Tipulodina varitarsis är en tvåvingeart som först beskrevs av Alexander 1932.  Tipulodina varitarsis ingår i släktet Tipulodina och familjen storharkrankar. Inga underarter finns listade i Catalogue of Life.